# Ahmose (královna)
Ahmose byla starověkou egyptskou královnou 18. dynastie. Byla Velkou královskou manželkou třetího faraona dynastie, Thutmose I., a matkou královny a faraona Hatšepsut. Její jméno znamenalo „Zrozená z měsíce“.

## Rodina
Není známo, kdo byli rodiči Ahmose. Mohla být buď dcerou faraona Amenhotepa I. nebo faraona Ahmose I. Ahmose však nikdy nebyla zvána Královou dcerou. Tento fakt vyvrací tyto teorie o Ahmosině příslušnosti ke královské rodině. Ahmose nicméně držela titul Králova sestra. To může znamenat, že byla sestrou faraona Thutmose I.
Ahmose byla nositelkou celé řady titulů: Dědičná princezna, Velká královská manželka, Paní Dvou zemí, Králova sestra a další.
Královna je vyobrazena v Dér el-Bahrí se svou dcerou Neferubity. Její další dcerou byla královna a faraon Hatšepsut. Není známo, zda byli princové Amenmose a Vadjmose jejími syny. Předpokládá se, že byli syny další královy manželky Mutnofret.

## Památníky a nápisy
Oficiálním jménem Yuf sloužil jako druhý prorok, dveřník chrámu a kněz. Také sloužil množství královských žen. Nejdříve sloužil Ahhotep, matce faraona Ahmose I., byl zodpovědný za opravu narušené hrobky královny Sobekemsaf a nakonec sloužil královně Ahmose. Yuf zaznamenal, že ho královna stanovila pomocným pokladníkem a svěřila mu službu u sochy Jejího Veličenstva. Hatšepsut nechala vytvořit výjev, jak se k její matce Ahmose přiblížil bůh Amon a ona je tak božského původu.
O mnoho let později faraon Amenhotep III. tento výjev okopíroval, aby ukázal, jak bůh Amon navštívil jeho matku Mutemviu.